# Lista de mesorregiões e microrregiões do Ceará

Mapa do Ceará mostrando seus municípios agrupados em microrregiões, que por sua vez estão agrupadas em mesorregiões.

Esta é a lista de mesorregiões e microrregiões do Ceará, estado brasileiro da Região Nordeste do país. O estado do Ceará foi dividido geograficamente pelo IBGE em sete mesorregiões, que por sua vez abrangiam 33 microrregiões, segundo o quadro vigente entre 1989 e 2017.
Em 2017, o IBGE extinguiu as mesorregiões e microrregiões, criando um novo quadro regional brasileiro, com novas divisões geográficas denominadas, respectivamente, regiões geográficas intermediárias e imediatas.

## Mesorregiões do Ceará
| Mesorregião                | Código | Número de municípios | Localização              | Microrregiões               | Código |
| -------------------------- | ------ | -------------------- | ------------------------ | --------------------------- | ------ |
| Noroeste Cearense          | 01     | 47                   |                          | Litoral de Camocim e Acaraú | 001    |
| Noroeste Cearense          | 01     | 47                   | Ibiapaba                 | 002                         |        |
| Noroeste Cearense          | 01     | 47                   | Coreaú                   | 003                         |        |
| Noroeste Cearense          | 01     | 47                   | Meruoca                  | 004                         |        |
| Noroeste Cearense          | 01     | 47                   | Sobral                   | 005                         |        |
| Noroeste Cearense          | 01     | 47                   | Ipu                      | 006                         |        |
| Noroeste Cearense          | 01     | 47                   | Santa Quitéria           | 007                         |        |
| Norte Cearense             | 02     | 36                   |                          | Itapipoca                   | 008    |
| Norte Cearense             | 02     | 36                   | Baixo Curu               | 009                         |        |
| Norte Cearense             | 02     | 36                   | Uruburetama              | 010                         |        |
| Norte Cearense             | 02     | 36                   | Médio Curu               | 011                         |        |
| Norte Cearense             | 02     | 36                   | Canindé                  | 012                         |        |
| Norte Cearense             | 02     | 36                   | Baturité                 | 013                         |        |
| Norte Cearense             | 02     | 36                   | Chorozinho               | 014                         |        |
| Norte Cearense             | 02     | 36                   | Cascavel                 | 015                         |        |
| Metropolitana de Fortaleza | 03     | 11                   |                          | Fortaleza                   | 016    |
| Metropolitana de Fortaleza | 03     | 11                   | Pacajus                  | 017                         |        |
| Sertões Cearenses          | 04     | 30                   |                          | Sertão de Crateús           | 018    |
| Sertões Cearenses          | 04     | 30                   | Sertão de Quixeramobim   | 019                         |        |
| Sertões Cearenses          | 04     | 30                   | Sertão de Inhamuns       | 020                         |        |
| Sertões Cearenses          | 04     | 30                   | Sertão de Senador Pompeu | 021                         |        |
| Jaguaribe                  | 05     | 21                   |                          | Litoral de Aracati          | 022    |
| Jaguaribe                  | 05     | 21                   | Baixo Jaguaribe          | 023                         |        |
| Jaguaribe                  | 05     | 21                   | Médio Jaguaribe          | 024                         |        |
| Jaguaribe                  | 05     | 21                   | Serra do Pereiro         | 025                         |        |
| Centro-Sul Cearense        | 06     | 14                   |                          | Iguatu                      | 026    |
| Centro-Sul Cearense        | 06     | 14                   | Várzea Alegre            | 027                         |        |
| Centro-Sul Cearense        | 06     | 14                   | Lavras da Mangabeira     | 028                         |        |
| Sul Cearense               | 07     | 25                   |                          | Chapada do Araripe          | 029    |
| Sul Cearense               | 07     | 25                   | Caririaçu                | 030                         |        |
| Sul Cearense               | 07     | 25                   | Barro                    | 031                         |        |
| Sul Cearense               | 07     | 25                   | Cariri                   | 032                         |        |
| Sul Cearense               | 07     | 25                   | Brejo Santo              | 033                         |        |

## Microrregiões do Ceará divididas por mesorregiões

### Mesorregião do Noroeste Cearense
| Microrregião                | Código | Localização            | Municípios |
| --------------------------- | ------ | ---------------------- | ---------- |
| Litoral de Camocim e Acaraú | 001    |                        | Acaraú     |
| Litoral de Camocim e Acaraú | 001    | Barroquinha            |            |
| Litoral de Camocim e Acaraú | 001    | Bela Cruz              |            |
| Litoral de Camocim e Acaraú | 001    | Camocim                |            |
| Litoral de Camocim e Acaraú | 001    | Chaval                 |            |
| Litoral de Camocim e Acaraú | 001    | Cruz                   |            |
| Litoral de Camocim e Acaraú | 001    | Granja                 |            |
| Litoral de Camocim e Acaraú | 001    | Itarema                |            |
| Litoral de Camocim e Acaraú | 001    | Jijoca de Jericoacoara |            |
| Litoral de Camocim e Acaraú | 001    | Marco                  |            |
| Litoral de Camocim e Acaraú | 001    | Martinópole            |            |
| Litoral de Camocim e Acaraú | 001    | Morrinhos              |            |
| Ibiapaba                    | 002    |                        | Carnaubal  |
| Ibiapaba                    | 002    | Croatá                 |            |
| Ibiapaba                    | 002    | Guaraciaba do Norte    |            |
| Ibiapaba                    | 002    | Ibiapina               |            |
| Ibiapaba                    | 002    | São Benedito           |            |
| Ibiapaba                    | 002    | Tianguá                |            |
| Ibiapaba                    | 002    | Ubajara                |            |
| Ibiapaba                    | 002    | Viçosa do Ceará        |            |
| Coreaú                      | 003    |                        | Coreaú     |
| Coreaú                      | 003    | Frecheirinha           |            |
| Coreaú                      | 003    | Moraújo                |            |
| Coreaú                      | 003    | Uruoca                 |            |
| Meruoca                     | 004    |                        | Alcântaras |
| Meruoca                     | 004    | Meruoca                |            |
| Sobral                      | 005    |                        | Cariré     |
| Sobral                      | 005    | Forquilha              |            |
| Sobral                      | 005    | Graça                  |            |
| Sobral                      | 005    | Groaíras               |            |
| Sobral                      | 005    | Irauçuba               |            |
| Sobral                      | 005    | Massapê                |            |
| Sobral                      | 005    | Miraíma                |            |
| Sobral                      | 005    | Mucambo                |            |
| Sobral                      | 005    | Pacujá                 |            |
| Sobral                      | 005    | Santana do Acaraú      |            |
| Sobral                      | 005    | Senador Sá             |            |
| Sobral                      | 005    | Sobral                 |            |
| Ipu                         | 006    |                        | Ipu        |
| Ipu                         | 006    | Ipueiras               |            |
| Ipu                         | 006    | Pires Ferreira         |            |
| Ipu                         | 006    | Poranga                |            |
| Ipu                         | 006    | Reriutaba              |            |
| Ipu                         | 006    | Varjota                |            |
| Santa Quitéria              | 007    |                        | Catunda    |
| Santa Quitéria              | 007    | Hidrolândia            |            |
| Santa Quitéria              | 007    | Santa Quitéria         |            |

### Mesorregião do Norte Cearense
| Microrregião | Código | Localização             | Municípios |
| ------------ | ------ | ----------------------- | ---------- |
| Itapipoca    | 008    |                         | Amontada   |
| Itapipoca    | 008    | Itapipoca               |            |
| Itapipoca    | 008    | Trairi                  |            |
| Baixo Curu   | 009    |                         | Paracuru   |
| Baixo Curu   | 009    | Paraipaba               |            |
| Baixo Curu   | 009    | São Gonçalo do Amarante |            |
| Uruburetama  | 010    |                         | Itapajé    |
| Uruburetama  | 010    | Tururu                  |            |
| Uruburetama  | 010    | Umirim                  |            |
| Uruburetama  | 010    | Uruburetama             |            |
| Médio Curu   | 011    |                         | Apuiarés   |
| Médio Curu   | 011    | General Sampaio         |            |
| Médio Curu   | 011    | Pentecoste              |            |
| Médio Curu   | 011    | São Luís do Curu        |            |
| Médio Curu   | 011    | Tejuçuoca               |            |
| Canindé      | 012    |                         | Canindé    |
| Canindé      | 012    | Caridade                |            |
| Canindé      | 012    | Itatira                 |            |
| Canindé      | 012    | Paramoti                |            |
| Baturité     | 013    |                         | Acarape    |
| Baturité     | 013    | Aracoiaba               |            |
| Baturité     | 013    | Aratuba                 |            |
| Baturité     | 013    | Baturité                |            |
| Baturité     | 013    | Capistrano              |            |
| Baturité     | 013    | Guaramiranga            |            |
| Baturité     | 013    | Itapiúna                |            |
| Baturité     | 013    | Mulungu                 |            |
| Baturité     | 013    | Pacoti                  |            |
| Baturité     | 013    | Palmácia                |            |
| Baturité     | 013    | Redenção                |            |
| Chorozinho   | 014    |                         | Barreira   |
| Chorozinho   | 014    | Chorozinho              |            |
| Chorozinho   | 014    | Ocara                   |            |
| Cascavel     | 015    |                         | Beberibe   |
| Cascavel     | 015    | Cascavel                |            |
| Cascavel     | 015    | Pindoretama             |            |

### Mesorregião Metropolitana de Fortaleza
| Microrregião | Código | Localização | Municípios |
| ------------ | ------ | ----------- | ---------- |
| Fortaleza    | 016    |             | Aquiraz    |
| Fortaleza    | 016    | Caucaia     |            |
| Fortaleza    | 016    | Eusébio     |            |
| Fortaleza    | 016    | Fortaleza   |            |
| Fortaleza    | 016    | Guaiúba     |            |
| Fortaleza    | 016    | Itaitinga   |            |
| Fortaleza    | 016    | Maracanaú   |            |
| Fortaleza    | 016    | Maranguape  |            |
| Fortaleza    | 016    | Pacatuba    |            |
| Pacajus      | 017    |             | Horizonte  |
| Pacajus      | 017    | Pacajus     |            |

### Mesorregião dos Sertões Cearenses
| Microrregião             | Código | Localização               | Municípios |
| ------------------------ | ------ | ------------------------- | ---------- |
| Sertão de Crateús        | 018    |                           | Ararendá   |
| Sertão de Crateús        | 018    | Crateús                   |            |
| Sertão de Crateús        | 018    | Independência             |            |
| Sertão de Crateús        | 018    | Ipaporanga                |            |
| Sertão de Crateús        | 018    | Monsenhor Tabosa          |            |
| Sertão de Crateús        | 018    | Nova Russas               |            |
| Sertão de Crateús        | 018    | Novo Oriente              |            |
| Sertão de Crateús        | 018    | Quiterianópolis           |            |
| Sertão de Crateús        | 018    | Tamboril                  |            |
| Sertão de Quixeramobim   | 019    |                           | Banabuiú   |
| Sertão de Quixeramobim   | 019    | Boa Viagem                |            |
| Sertão de Quixeramobim   | 019    | Choró                     |            |
| Sertão de Quixeramobim   | 019    | Ibaretama                 |            |
| Sertão de Quixeramobim   | 019    | Madalena                  |            |
| Sertão de Quixeramobim   | 019    | Quixadá                   |            |
| Sertão de Quixeramobim   | 019    | Quixeramobim              |            |
| Sertão de Inhamuns       | 020    |                           | Aiuaba     |
| Sertão de Inhamuns       | 020    | Arneiroz                  |            |
| Sertão de Inhamuns       | 020    | Catarina                  |            |
| Sertão de Inhamuns       | 020    | Parambu                   |            |
| Sertão de Inhamuns       | 020    | Saboeiro                  |            |
| Sertão de Inhamuns       | 020    | Tauá                      |            |
| Sertão de Senador Pompeu | 021    |                           | Acopiara   |
| Sertão de Senador Pompeu | 021    | Deputado Irapuan Pinheiro |            |
| Sertão de Senador Pompeu | 021    | Milhã                     |            |
| Sertão de Senador Pompeu | 021    | Mombaça                   |            |
| Sertão de Senador Pompeu | 021    | Pedra Branca              |            |
| Sertão de Senador Pompeu | 021    | Piquet Carneiro           |            |
| Sertão de Senador Pompeu | 021    | Senador Pompeu            |            |
| Sertão de Senador Pompeu | 021    | Solonópole                |            |

### Mesorregião do Jaguaribe
| Microrregião       | Código | Localização           | Municípios  |
| ------------------ | ------ | --------------------- | ----------- |
| Litoral de Aracati | 022    |                       | Aracati     |
| Litoral de Aracati | 022    | Fortim                |             |
| Litoral de Aracati | 022    | Icapuí                |             |
| Litoral de Aracati | 022    | Itaiçaba              |             |
| Baixo Jaguaribe    | 023    |                       | Alto Santo  |
| Baixo Jaguaribe    | 023    | Ibicuitinga           |             |
| Baixo Jaguaribe    | 023    | Jaguaruana            |             |
| Baixo Jaguaribe    | 023    | Limoeiro do Norte     |             |
| Baixo Jaguaribe    | 023    | Morada Nova           |             |
| Baixo Jaguaribe    | 023    | Palhano               |             |
| Baixo Jaguaribe    | 023    | Quixeré               |             |
| Baixo Jaguaribe    | 023    | Russas                |             |
| Baixo Jaguaribe    | 023    | São João do Jaguaribe |             |
| Baixo Jaguaribe    | 023    | Tabuleiro do Norte    |             |
| Médio Jaguaribe    | 024    |                       | Jaguaretama |
| Médio Jaguaribe    | 024    | Jaguaribara           |             |
| Médio Jaguaribe    | 024    | Jaguaribe             |             |
| Serra do Pereiro   | 025    |                       | Ereré       |
| Serra do Pereiro   | 025    | Iracema               |             |
| Serra do Pereiro   | 025    | Pereiro               |             |
| Serra do Pereiro   | 025    | Potiretama            |             |

### Mesorregião do Centro-Sul Cearense
| Microrregião         | Código | Localização          | Municípios        |
| -------------------- | ------ | -------------------- | ----------------- |
| Iguatu               | 026    |                      | Cedro             |
| Iguatu               | 026    | Icó                  |                   |
| Iguatu               | 026    | Iguatu               |                   |
| Iguatu               | 026    | Orós                 |                   |
| Iguatu               | 026    | Quixelô              |                   |
| Várzea Alegre        | 027    |                      | Antonina do Norte |
| Várzea Alegre        | 027    | Cariús               |                   |
| Várzea Alegre        | 027    | Jucás                |                   |
| Várzea Alegre        | 027    | Tarrafas             |                   |
| Várzea Alegre        | 027    | Várzea Alegre        |                   |
| Lavras da Mangabeira | 028    |                      | Baixio            |
| Lavras da Mangabeira | 028    | Ipaumirim            |                   |
| Lavras da Mangabeira | 028    | Lavras da Mangabeira |                   |
| Lavras da Mangabeira | 028    | Umari                |                   |

### Mesorregião do Sul Cearense
| Microrregião       | Código | Localização       | Municípios |
| ------------------ | ------ | ----------------- | ---------- |
| Chapada do Araripe | 029    |                   | Araripe    |
| Chapada do Araripe | 029    | Assaré            |            |
| Chapada do Araripe | 029    | Campos Sales      |            |
| Chapada do Araripe | 029    | Potengi           |            |
| Chapada do Araripe | 029    | Salitre           |            |
| Caririaçu          | 030    |                   | Altaneira  |
| Caririaçu          | 030    | Caririaçu         |            |
| Caririaçu          | 030    | Farias Brito      |            |
| Caririaçu          | 030    | Granjeiro         |            |
| Barro              | 031    |                   | Aurora     |
| Barro              | 031    | Barro             |            |
| Barro              | 031    | Mauriti           |            |
| Cariri             | 032    |                   | Barbalha   |
| Cariri             | 032    | Crato             |            |
| Cariri             | 032    | Jardim            |            |
| Cariri             | 032    | Juazeiro do Norte |            |
| Cariri             | 032    | Missão Velha      |            |
| Cariri             | 032    | Nova Olinda       |            |
| Cariri             | 032    | Porteiras         |            |
| Cariri             | 032    | Santana do Cariri |            |
| Brejo Santo        | 033    |                   | Abaiara    |
| Brejo Santo        | 033    | Brejo Santo       |            |
| Brejo Santo        | 033    | Jati              |            |
| Brejo Santo        | 033    | Milagres          |            |
| Brejo Santo        | 033    | Penaforte         |            |